# Phlogophora v-brunneum
Phlogophora v-brunneum är en fjärilsart som beskrevs av Augustus Radcliffe Grote 1875. Phlogophora v-brunneum ingår i släktet Phlogophora och familjen nattflyn. Inga underarter finns listade i Catalogue of Life.